# 이승연 (2001년)
이승연(2001년 4월 1일 ~)은 대한민국의 트로트 가수이다.

## 학력
- 인천신월초등학교 졸업
- 인천청량중학교 졸업
- 한림연예예술고등학교 실용음악과 졸업

## 방송
- 전국노래자랑 인천시 남동구편 (2013) - 인기상
- 새롭게 하소서
- 히든싱어 5 (2018) - 홍진영 편 3위
- 내일은 미스트롯 (2019) - Top20(16위)

## 경력
- 아이싱코리아위드팬덤 우승 (2018)

## 음반
- 찜 (2018)
- 미스트롯 DEATH MATCH (2019)

## 공연
- 미스트롯 효 콘서트 - 서울 (2019)